# Katsuobushi
Katsuobushi (鰹節?  o かつおぶし) es el nombre japonés para un alimento preparado a partir de atún listado o bonito de altura (Katsuwonus pelamis) seco, fermentado y ahumado. El katsuobushi y el kombu (un tipo de alga) son los ingredientes del dashi, un caldo que forma la base de muchas sopas (como la sopa de miso) y salsas (por ejemplo, soba no tsukejiru) en la cocina japonesa. Actualmente se suele encontrar en bolsas de pequeñas virutas marrones rosáceas. Virutas mayores y más gruesas, llamadas kezurikatsuo (削り鰹?  , けずりかつお), se usan para elaborar el omnipresente caldo dashi. Virutas más pequeñas y delgadas, llamadas hanakatsuo (花鰹?  ; はなかつお), se usan como condimento y aderezo para muchos platos japoneses, como el okonomiyaki. Tradicionalmente, se tenían a mano trozos grandes de katsuobushi de los que se sacaban virutas a medida que se necesitaban con un instrumento llamado katsuobushi kezuriki, parecido a un cepillo de carpintero, pero esta forma de prepararlo ha desaparecido por resultar incómoda. Sin embargo, el katsuobushi conserva su estatus como uno de los ingredientes primordiales de la cocina japonesa actual.

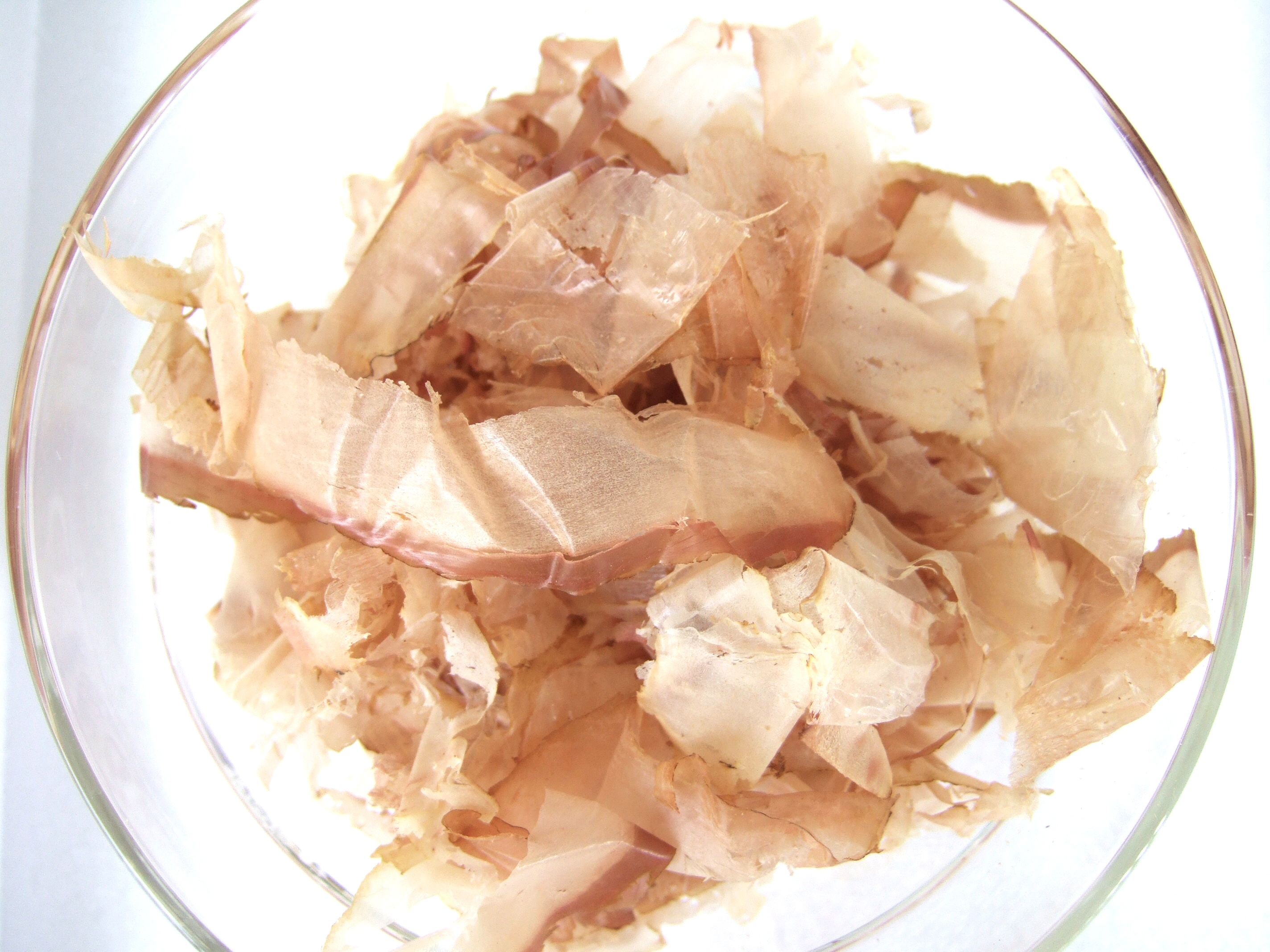
Virutas de katsuobushi preparadas.

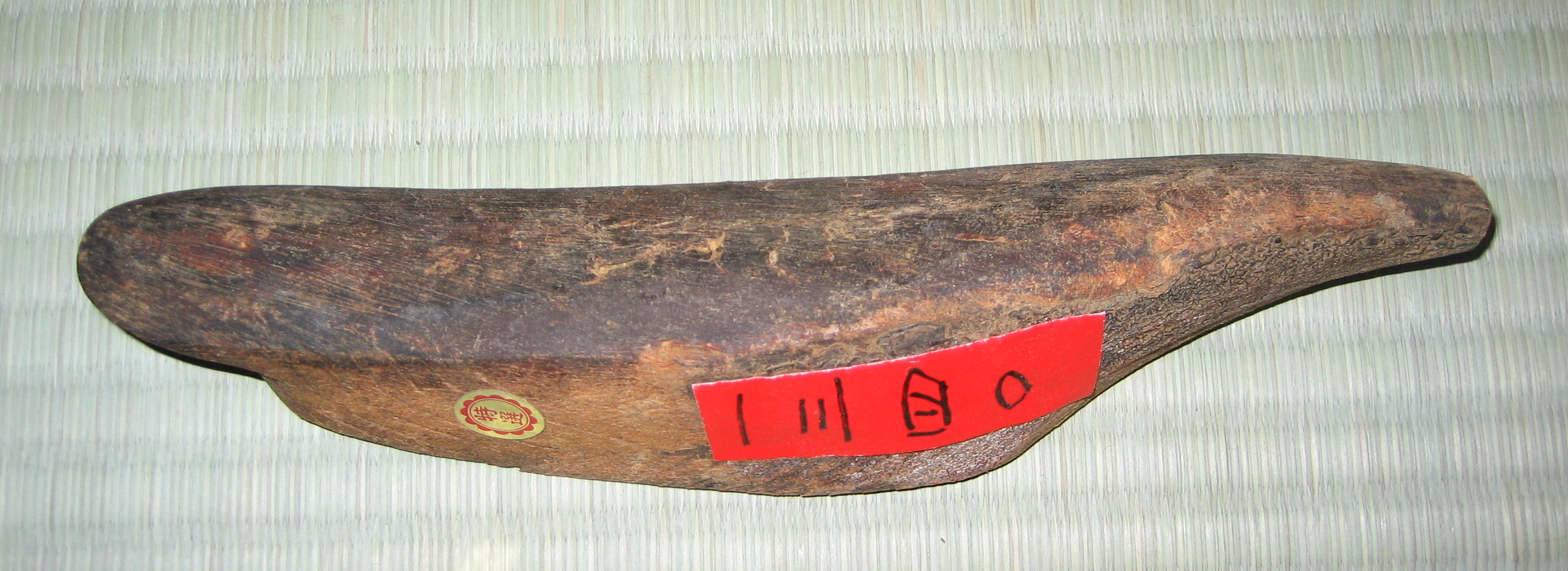
El katsuobushi se vende en bloques con aspecto de madera.

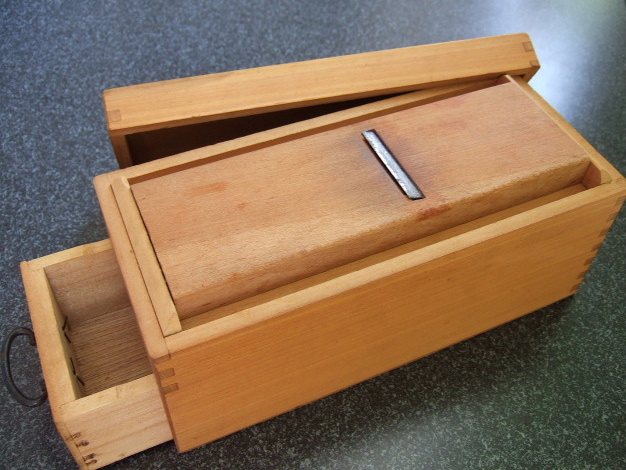
Katsuobushi kezuriki usado para cortar virutas de katsuobushi.

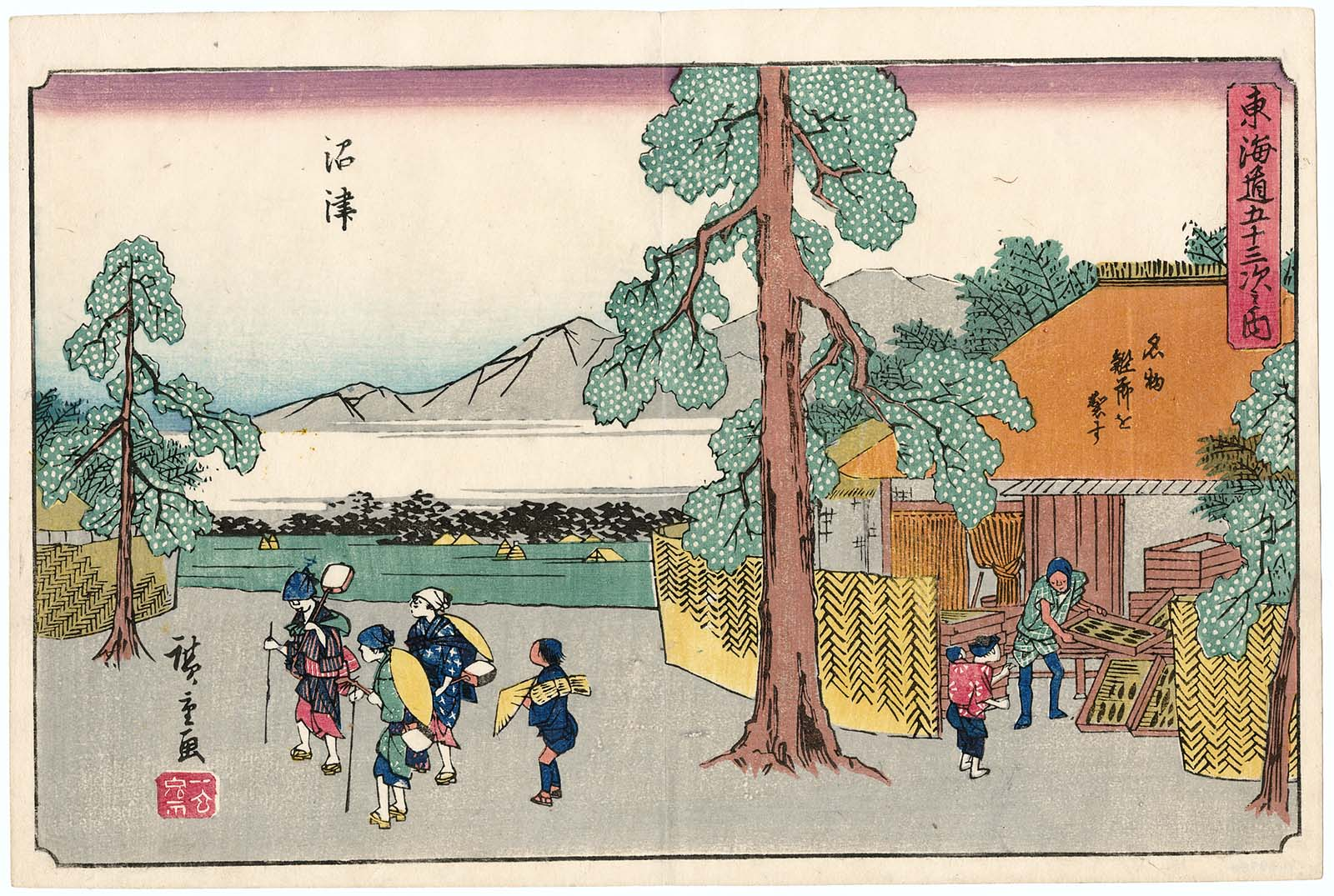
Tienda Katsuobushi(Hiroshige)

El característico sabor umami del katsuobushi se debe a su alto contenido en ácido inosínico. En el katsuobushi elaborado a la manera tradicional, conocido como karebushi, se planta deliberadamente un hongo (Aspergillus glaucus) para reducir la humedad.
Cuando se añade hanakatsuo como aderezo a un plato caliente, el vapor tiene el efecto de hacer que las virutas se muevan como si bailaran, debido a lo cual se conocen como «copos de pescado bailarines».

## Usos
Además de ser el ingrediente principal del caldo dashi, otros usos populares del katsuobushi son:
- Okaka (おかか?), katsuobushi cortado finamente sazonado con salsa de soja.
  - Como relleno para bolas de arroz (onigiri).
  - Como aderezo para el arroz. Es popular para el bentō, a menudo cubierto con nori. Un bentō con okaka y nori se llama nori-ben.
  - Seco, como ingrediente del aderezo de arroz furikake (llamado okaka furikake).
- Como condimento para el tofu frío (hiyayakko, 冷奴) con jengibre y cebolleta rallados.
- Espolvoreado con semillas de sésamo y nori troceada sobre fideos soba fríos (zarusoba).
- Como aderezo sobre takoyaki y okonomiyaki.
- Como condimento para el huevo centenario junto con aceite de sésamo y salsa de soja.
- Como manjar rico en proteínas para gatos.